# Nova vas, Sežana
Nova vas je naselje v Občini Sežana.